# Les Foutoukours
Les Foutoukours est une compagnie de production en art clownesque fondée à Montréal en 1997 par Patricia Ubéda, Stéphanie Mailhot et Rémi Jacques. Leurs créations visent principalement un public jeunesse et familial. La compagnie produit des spectacles de cirque contemporain qui sont présentés au Québec, au Canada et à l’international.

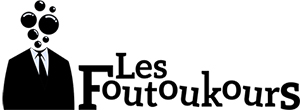
Logo de la compagnie Les Foutoukours

La compagnie œuvre dans 3 volets d'activités : la production de spectacles, l'animation déambulatoire ainsi que la formation d'artistes.
Les Foutoukours ont fêté leur 25 années d'existence le 26 novembre 2022. 

## Direction artistique
- Rémi Jacques (d) : directeur artistique
- Jean-Félix Bélanger (d) : codirecteur artistique

## Productions

### Glob(2019)

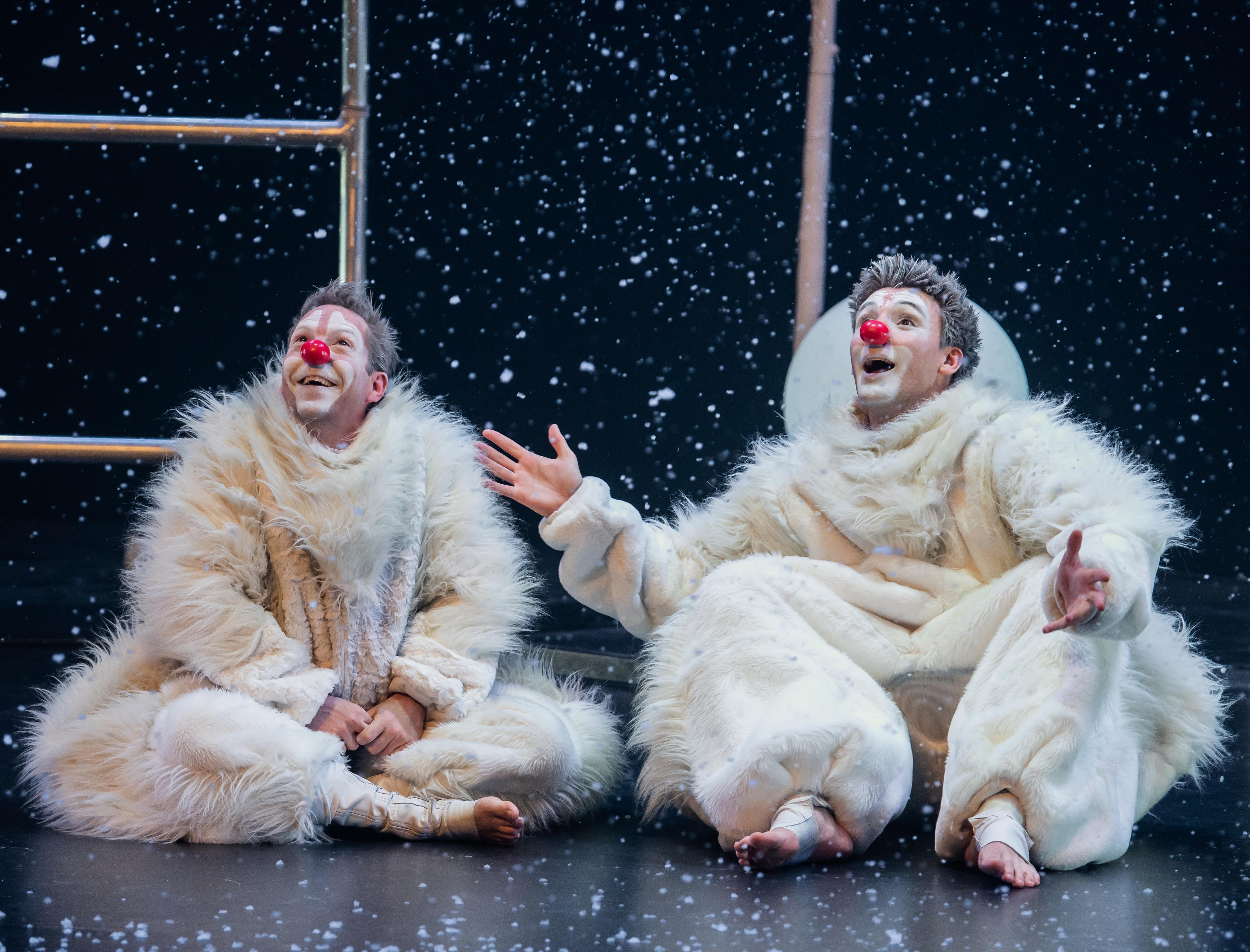
Glob, Photo: André Chevrier

Glob explore les thèmes de l’attente, de l’inconnu et de la rencontre dans une esthétique onirique. Le spectacle enchaîne jeu clownesque, jonglerie et acrobatie dans un rythme tempo très lent.
Cette production a composé plusieurs défis de taille, dont la création d’une échelle acrobatique ainsi que d’un vocabulaire de travail propre lié au développement de cette discipline novatrice. 
Le Conseil des arts du Canada, le Conseil des arts et des lettres du Québec et le Conseil des arts de Montréal ainsi qu’En piste ont soutenu la création de Glob.
Glob a participé au prestigieux Festival OFF D'Avignon du 07 au 30 juillet 2022 et a remporté le "Avignon Awards" dans la catégorie jeune public.

### Kombini(2017)
Une création inspirée du jeu clownesque russe qui intègre des disciplines circassiennes telles que la jonglerie, l’équilibre ou encore le main à main. Contrairement aux autres productions de la compagnie, le spectacle s’adresse à un public adolescent, voire adulte. L’histoire tourne autour du quotidien de deux clowns exubérants tentant de changer le quotidien de leur vie.

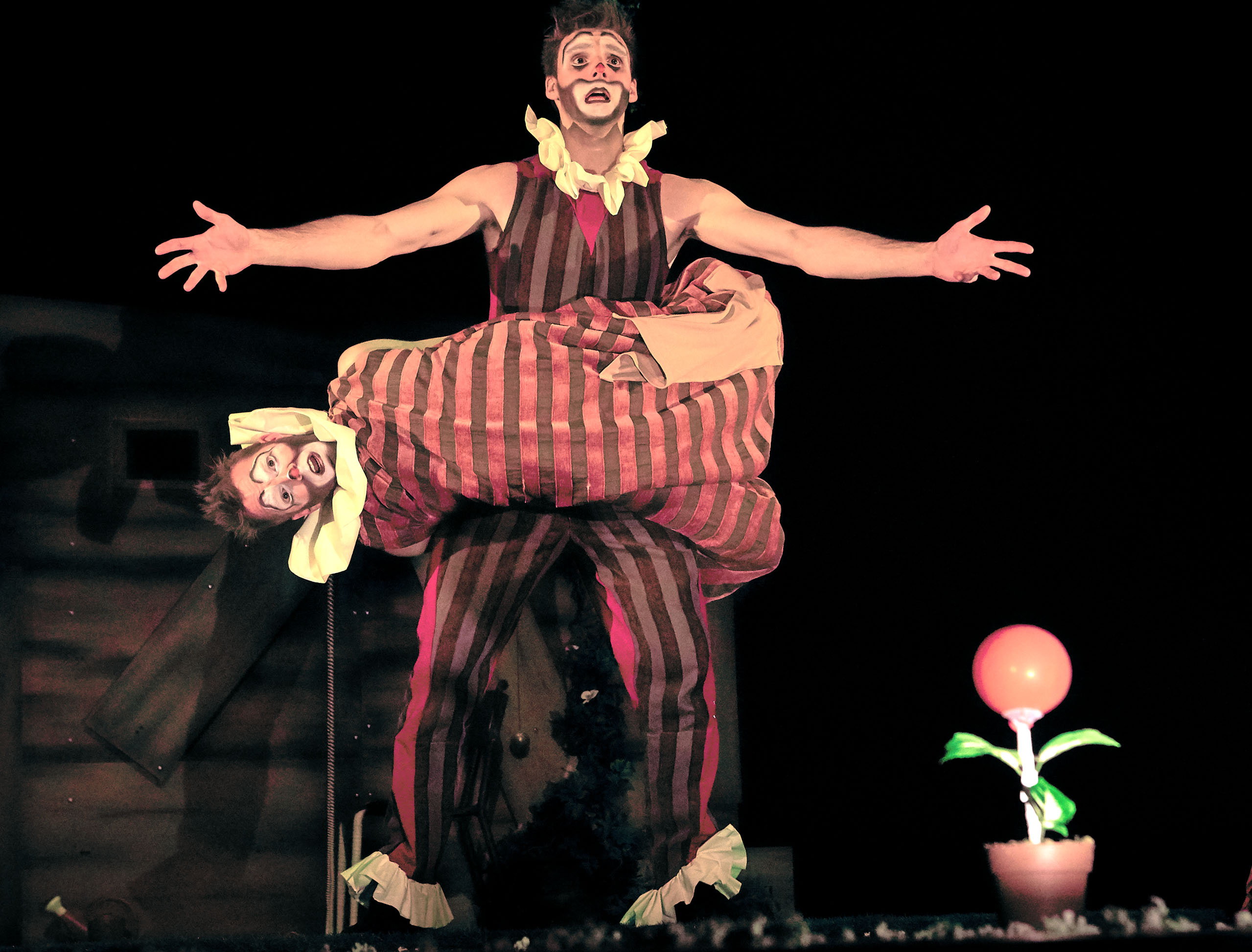
Kombini, Photo : Les Foutoukours

Kombini a été soutenu par le programme Conseil des arts de Montréal en tournée pour la saison 2018-2019.
Le spectacle a été présenté par Underbelly (en) au mythique festival Fringe d'Édimbourg du 3 au 24 août.

### Brotipo(2015)

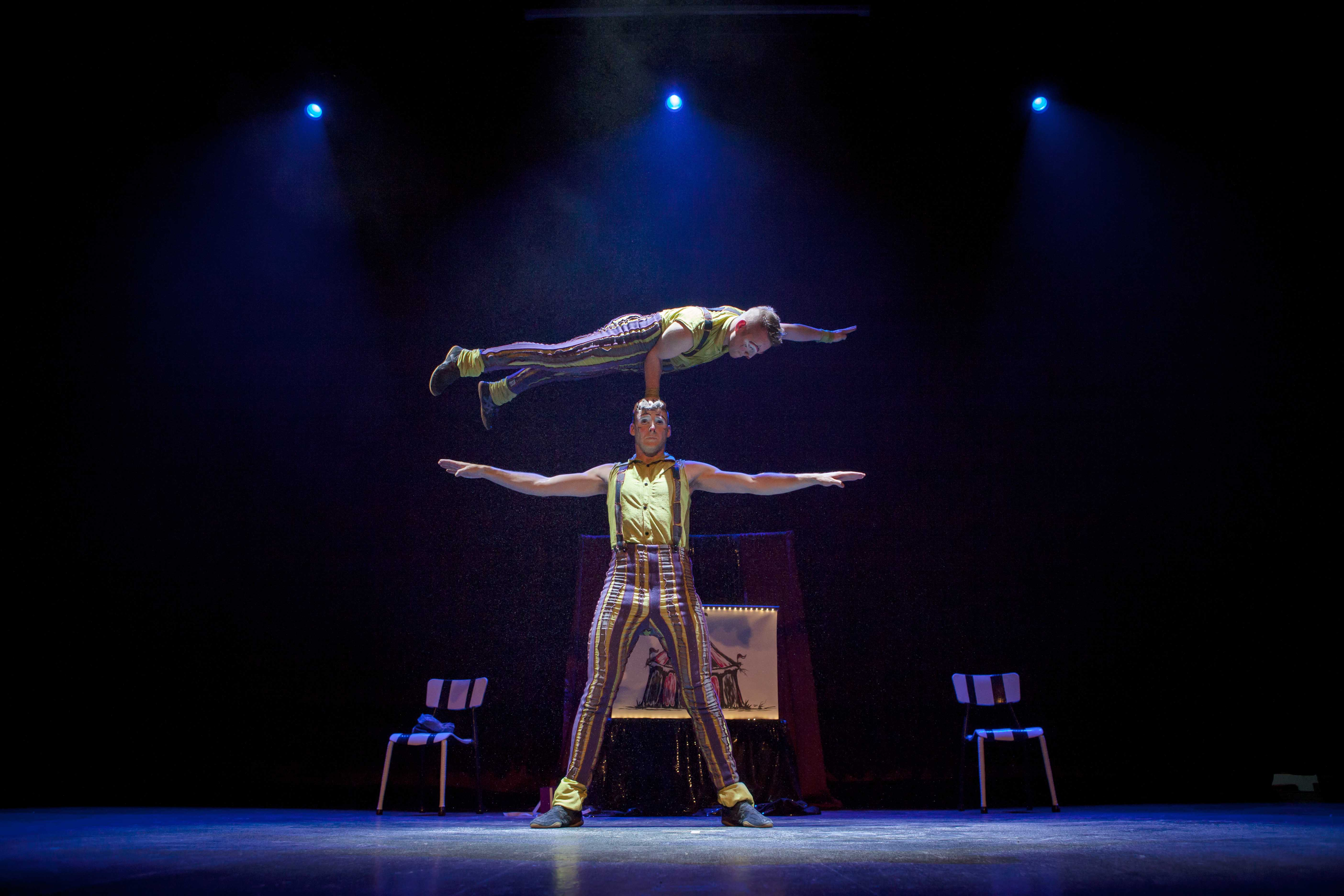
Brotipo, Photo : Les Foutoukours

Inspiré de la tradition clownesque américaine, Brotipo explore l’art de travailler en équipe. La création du spectacle s’est faite en Suisse en 2015 sous le chapiteau de l’association l’Alchimie.
Le spectacle a reçu le coup de cœur de la critique lors de son passage au festival Théâtre au vert, en Belgique, ainsi que le coup de cœur du public à la Maison de la culture Marie-Uguay. Il a aussi été présenté par le Cirque du Soleil pour le 10e anniversaire de Arts Nomades à la TOHU.
Le spectacle a été présenté par la maison Assembly au mythique festival Fringe d'Édimbourg en août 2022 et sera présenté de nouveau pour l'édition 2023 du festival.

### Les Bros(2014)

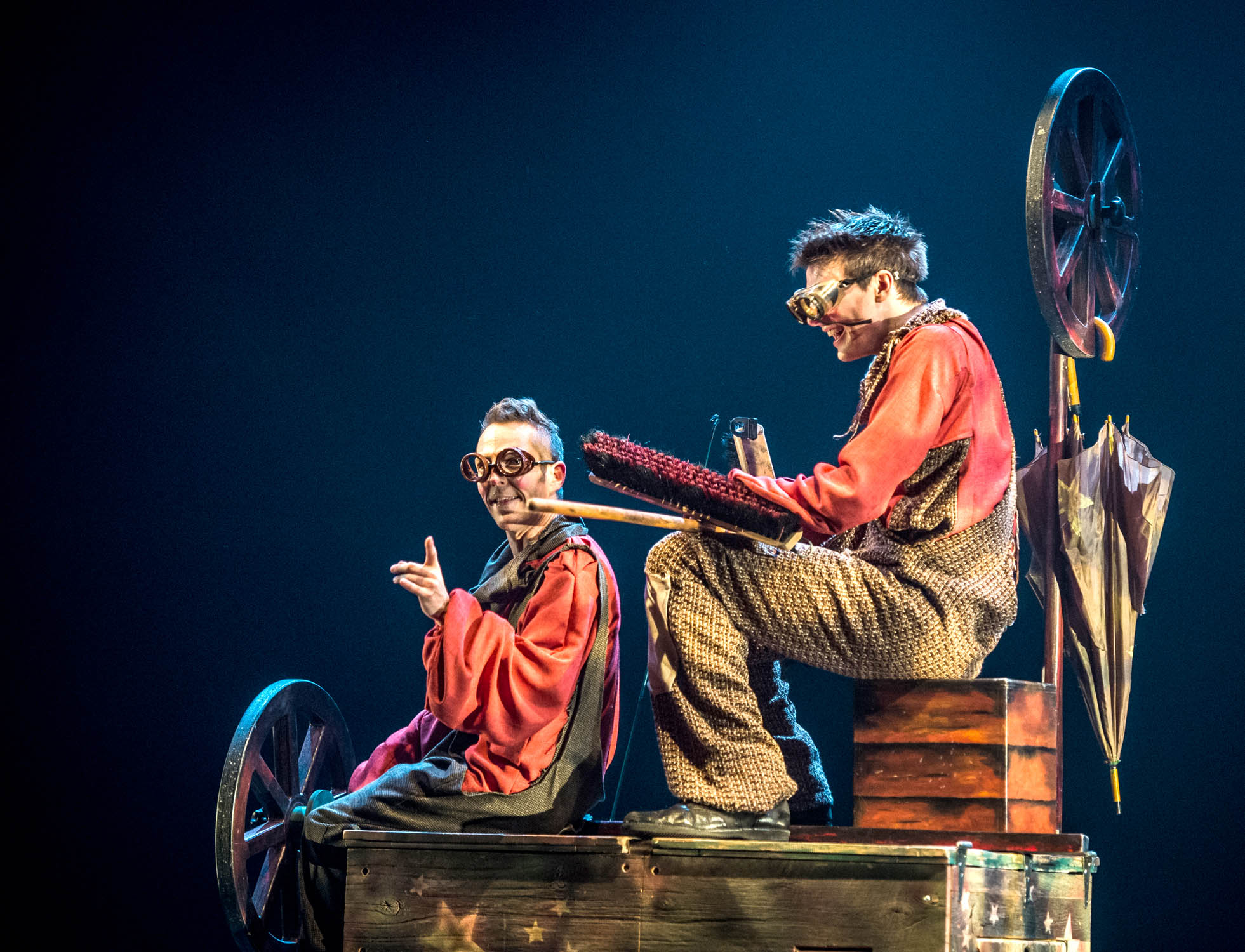
Les Bros, Photo: Les Foutoukours

Les Bros met en scène deux amis, des « frères », munis d’une simple charrette. Ce moyen de transport se transforme au gré de leur imagination en avion ou en bateau, emmenant le public avec eux au milieu de l’océan ou aux confins de la jungle. 
La production a reçu le prix Coup de cœur 2016-2017 de la maison de la culture de Trois-Rivière, la mention Coup de Cœur jeunesse 2017 de la maison de la culture Pointe-aux-Trembles ainsi que le prix Coup de Cœur 2017-2018 du Théâtre du Marais.